# Economia Maliului
Economia statului Mali este una slab dezvoltată. Mare parte din țară este acoperită de deșertul Sahara. Majoritatea veniturilor țării provin din sectorul agricol.
Agricultura este practicată în sudul țării și pe valea fluviului Niger. În zona acestui fluviu se află un lac de acumulare. 
Totuși există rezerve de aur, bauxită, cupru, diamante și petrol.
Anii secetoși au afectat grav economia țării.